# Krásnaya Zariá (Krasnodar)
Krásnaya Zariá (del ruso: Красная Заря) es un jútor del raión de Kushchóvskaya del krai de Krasnodar, en Rusia. Está situado a orillas de un pequeño afluente por la derecha del río Sosyka, tributario del Yeya, 15 km al suroeste de Kushchóvskaya y 160 km al norte de Krasnodar, la capital del krai. Tenía 472 habitantes en 2010
Pertenece al municipio Pervomáiskoye.